# Domenico Di Carlo
 (septembre 2016).
Si vous disposez d'ouvrages ou d'articles de référence ou si vous connaissez des sites web de qualité traitant du thème abordé ici, merci de compléter l'article en donnant les références utiles à sa vérifiabilité et en les liant à la section « Notes et références ».
Domenico « Mimmo » Di Carlo, né le 23 mars 1964 à Cassino dans la région du Latium, est un footballeur italien, désormais entraîneur.

## Biographie

### Carrière de joueur
C'est dans l'équipe de sa ville que Mimmo Di Carlo commence sa carrière professionnelle après sa formation dans les équipes jeunes du SS Cassino Calcio. Il débute donc durant la saison 1979-80, à seulement 15 ans, en Serie C2. L'équipe du SS Cassino Calcio termine 18e et est rétrogradé à l'étage inférieur. 
Di Carlo poursuit une saison en Serie D avant d'être repéré et acheté par le Trévise Football Club alors en Serie C1 en 1981. Il a disputé 37 matches pour 1 but avec l'équipe de ses premières armes. Il dispute 26 matches et 1 but avec sa nouvelle équipe, l'équipe termine 10e. 
En 1982, il passe au Calcio Côme en Serie B : durant deux ans, il ne joue aucun match professionnel et est cantonné aux équipes jeunes. Il retourne au Trévise Football Club, toujours en Serie C1 pour la saison 1984-85 : la saison est un échec. L'équipe termine 18e et est rétrogradée en Serie C2. Di Carlo reste au club une saison supplémentaire, où l'équipe termine à une anonyme 10e place. 
Après ses 55 matches et ses 3 buts durant ces deux saisons, il signe pour la saison 1986-87 à la Ternana Calcio, tout juste rétrogradé en Serie C2. Il a pour partenaire Paolo Di Canio. L'équipe ne termine qu'à la 3e place et manque donc de peu l'accession à l'étage supérieur. Di Carlo joue 30 matches et marque 3 buts. 
En 1987, il signe en Sicile, à l'US Palerme, équipe qui renaît en Serie C2 après une année sans compétition à cause  d'un trou de 500 millions de lires dans la trésorerie à la suite d'un scandale de paris truqués. La saison est un succès qui prime l'engouement des supporters pour le retour de leur équipe de cœur : l'équipe termine première et monte en Serie C1. Di Carlo reste deux saisons supplémentaires à l'US Palerme, l'équipe terminant 3e puis 5e en Serie C1, frôlant à chaque fois la montée à l'étage supérieur. C'est alors qu'en 1990, Di Carlo signe dans le club qui sera le clou de sa carrière, le Vicence Calcio. Il aura joué avec l'US Palerme 97 matches pour 6 buts. 
Le Vicence Calcio joue alors en Serie C1 : l'équipe termine la saison 1990-91 à la 10e, puis la saison suivante à la 4e, avant de finalement centrer la promotion en Serie B lors de la saison 1992-93, l'équipe terminant 2e de son groupe. C'est donc avec le Vicence Calcio que Di Carlo fait ses débuts en Serie B, à déjà 29 ans. Après une saison de rodage, 1993-94, l'équipe est un surprenant promu en Serie A au terme de la saison suivante, en finissant 3e, grâce notamment à Roberto Murgita auteur de 17 buts en 19 matches. Di Carlo est un titulaire indiscutable de l'équipe dont il est aussi le capitaine.
Di Carlo débute dans l'élite à 31 ans. L'équipe, que tout le monde voyait redescendre illico, renforcée par l'international suédois Joachim Björklund, va surprendre à nouveau en terminant à une excellente 9e place. La saison suivante, 1996-97, est encore plus réussie pour le Vicence Calcio qui gagne une place en championnat, finissant 8e, mais surtout en remportant son premier trophée d'importance, la Coupe d'Italie, en battant en finale le SSC Naples : défaits au Stadio San Paolo par un but d'écart, l'équipe égalise au retour par un but de Giampiero Maini, avant de l'emporter durant les prolongations grâce à un but de Maurizio Rossi à deux minutes de la fin du temps réglementaire, suivi d'un troisième but deux minutes plus tard signé Alessandro Iannuzzi. L'exploit est de taille et restera gravé dans les mémoires des supporters du Vicence Calcio.
En 1997-98, l'équipe se laisse un peu aller en championnat, finissant seulement 14e, mais son parcours en Coupe d'Europe des vainqueurs de coupe sera encore une fois surprenant. Après avoir éliminé tour à tour le FC Chakhtar Donetsk, le Roda JC (9-1 au total des deux matches), l'équipe bute en demi-finale sur les Anglais du Chelsea FC, futurs vainqueurs de l'épreuve, après avoir gagné 1-0 à domicile avant de perdre 3-1 à Stamford Bridge. Petite consolation : Pasquale Luiso sera le meilleur buteur de l'épreuve avec 8 buts.
C'est la fin d'une époque pour le Vicence Calcio qui après une 17e place en 1998-99 est rétrogradé en Serie B après 4 saisons très riche. C'est l'heure pour Domenico Di Carlo de quitter le club après neuf saisons, 268 matches et 9 buts. Il est le 5e joueur le plus capé de l'histoire du club. 
Di Carlo signe alors pour un autre club de Serie A, l'US Lecce, tout juste promu. Désormais âgé de 35 ans, Di Carlo joue seulement 6 matches en championnat et l'équipe termine 11e. 
Il signe ensuite en Serie C1, à l'AS Livourne Calcio. Di Carlo joue 27 matches, sans buts, et l'équipe termine 3e et est donc qualifié pour les play-off : emmené par son buteur Igor Protti, l'équipe se fait sortir en finale par le Calcio Côme (0-0 à l'aller, 0-1 au retour après prolongations).
En 2001, il est engagé par le FC Südtirol-Alto Adige, en Serie C2 mais il ne joue pas. Di Carlo décide donc à 37 ans de raccrocher les crampons avec pour palmarès une Coupe d'Italie et un championnat de Serie C2.

### Carrière d'entraîneur
Domenico Di Carlo entreprend dès la fin de sa carrière de joueur une formation d'entraîneur. Il commence dès 2001 et jusqu'en 2003 par entraîner les équipes jeunes du Vicence Calcio. En 2003-04, il commence sa carrière chez les professionnels à l'AC Mantova en Serie C2. Son expérience dans le club lombard s'avérera un succès, et ce dès sa première saison sur le banc. Après un début de saison délicat, l'équipe engrange les victoires jusqu'à prendre une première place qu'elle ne lâchera plus jusqu'à la fin, obtenant la promotion avec trois journées d'avance. Mimmo Di Carlo est évidemment maintenu à son poste pour la saison 2004-05. l'AC Mantova poursuit sur sa lancée en Serie C1: au terme des matches aller l'équipe est en tête, avant de se voir dépassé par l'US Cremonese. L'équipe terminant deuxième, elle se qualifie pour les play-off : en demi-finale, l'AC Mantova élimine le Frosinone Calcio (4-2, 1-0) avant de battre sans conteste l'AC Pavie lors des deux matchs (3-1, 3-0). 32 ans après, l'équipe lombarde retrouve la Serie B et Di Carlo commence sa carrière avec une double promotion.
La saison 2005-06 débute donc en Serie B pour l'AC Mantova : l'équipe tourne à plein régime et se retrouve même en tête après quatre mois de championnat. L'équipe baissera quelque peu de régime et rentrera dans le rang lors des matches retour mais obtiendra néanmoins une 4e place, synonyme de play-off. En demi-finale, l'AC Mantova élimine le Modène FC (0-0, 1-1, qualification obtenue grâce à un meilleur classement, le Modène FC ayant terminé 5e). En finale, ils affrontent le favori, le Torino FC. L'équipe de Di Carlo s'impose 4-2 au match aller, à domicile, prenant donc une bonne option pour une troisième montée consécutive. Hélas, la défaite 3-1 au match retour signifiera la fin d'un rêve et une grosse désillusion. 
Di Carlo restera au club une quatrième saison, en 2006-07 : l'équipe fera un championnat honorable, étant même la première équipe à battre la Juventus FC en championnat, victoire de prestige, car l'équipe finira seulement 8e. Il est temps pour Di Carlo de changer de club et de s'étalonner dans l'élite. Il signe donc pour la saison 2007-08 au Parme FC. Le début de championnat est très difficile, mettant à mal la place de Di Carlo, mais après quelques victoires, le Parme FC termine les matches aller en milieu de tableau. Malgré la venue du buteur Cristiano Lucarelli au mercato d'hiver, l'équipe ne redécolle pas et, après une défaite contre l'UC Sampdoria, Di Carlo est démis de ses fonctions le 10 mars 2008. Sa première expérience en Serie A se solde donc par un échec. 
Il commence la saison 2008-09 sans club. Il est néanmoins appelé par le Chievo Vérone, le 4 novembre 2008, pour sauver le club d'une situation très difficile en Serie A après l'éviction de Giuseppe Iachini. De l'avant-dernière place, il hissera l'équipe à la 16e, permettant de sauver le club avec une journée d'avance grâce aux points engrangés en phase retour. Cela lui vaut une confirmation pour la saison 2009-10 sur le banc de l'équipe de Vérone. Après un début encore une fois délicat, l'équipe retrouve sa stabilité et termine les matches allers en milieu de classement, avec une bonne marge sur la zone rouge. L'équipe termine finalement à la 16e place, avec 9 points d'avance sur la zone de relégation. Au terme de la saison, il signe le 26 mai 2010 un contrat de deux ans avec l'UC Sampdoria, en remplacement de Luigi Del Neri parti entraîneur la Juventus FC. L'équipe est qualifiée pour le tour préliminaire de la Ligue des champions. Il est assisté dans sa tâche par son ancien coéquipier au Vicence Calcio Roberto Murgita, qui le suit dans ses diverses expériences depuis la saison 2006-2007. Le club ne passe pas les barrages de la Ligue des champions et échoue en phase de groupes de la Ligue Europa. Apres des résultats en championnat médiocres, il est remercié en mars 2011. Il s'engage en juin 2011 avec le Chievo Vérone. Il est limogé le 2 octobre 2012 à cause des mauvais résultats de l'équipe.
En janvier 2014, il est nommé entraineur de Livourne. En avril de la même année, il est démis de ses fonctions.

## Palmarès
- Palmarès de joueur : 
  - 1 Championnat de Serie C2 avec l'US Palerme (saison 1987-88)
  - 1 Coupe d'Italie avec le Vicence Calcio (saison 1996-97)

- Palmarès d'entraîneur: 
  - 1 Championnat de Serie C2 avec l'AC Mantova (saison 2003-04)